# Marionetter (film fra 1993)
|  | Denne artikel er oprettet af botten PalnaBot ud fra en ekstern database. Den kan derfor have sproglige fejl eller mangler. Denne skabelon kan fjernes efter kontrol af indholdet. |

 For alternative betydninger, se Marionetter. (Se også artikler, som begynder med Marionetter)
Marionetter er en eksperimentalfilm instrueret af Jesper Troest efter manuskript af Jesper Troest.

## Handling
Hvordan fægter man med brændende tændstikker på kanten af dødens dal? Måske er det hvad betjenten føler, da han konfronteres med sine fortidige "kammerater", en bande parat til at begå det største røveri i Danmarkshistorien og for hvad? Ideologien brister, våbnene taler og liv har meget lav pris i denne historie, baseret på røveriet mod Købmagergades Postkontor.